# مشخصه تمایزدهنده
در واج‌شناسی، اصطلاح ویژگی متمایز یا مشخصه تمایزدهنده (انگلیسی: Distinctive feature) به واحدهای کمین آوا گفته می‌شود که در یک زبان معنی یک کلمه را از کلمه دیگر تمیز می‌دهند.